# Okrug Stará Ľubovňa
Okrug Stará Ľubovňa (slovački: Okres Stará Ľubovňa) nalazi se  Prešovskom kraju na istoku Slovačke na njenoj granici s Poljskom. U okrugu živi 53 392 stanovnika, dok je gustoća naseljenosti 75,42 stan/km². Ukupna površina okruga je 707,85 km². Glavni grad okruga Stará Ľubovňa je istoimeni grad  Stará Ľubovňa sa 15 599 stanovnika.
Okrug je poznat po Nacionalnom parku Pieninen

## Stanovništvo
| Godina:     | 1994.  | 2004.   | 2014.   | 2024.   |
| ----------- | ------ | ------- | ------- | ------- |
| Broj ljudi: | 48 627 | 51 373  | 53 379  | 53 392  |
| Razlika:    |        | +5,64 % | +3,90 % | +0,02 % |

| Godina:     | 2023.  | 2024.   |
| ----------- | ------ | ------- |
| Broj ljudi: | 53 107 | 53 392  |
| Razlika:    |        | +0,53 % |

## Gradovi
- Stará Ľubovňa
- Podolínec

## Općine
| - Čirč - Ďurková - Forbasy - Hajtovka - Haligovce - Hniezdne - Hraničné - Hromoš - Chmeľnica - Jakubany - Jarabina - Kamienka - Kolačkov - Kremná | - Kyjov - Lacková - Legnava - Lesnica - Litmanová - Lomnička - Ľubotín - Malý Lipník - Matysová - Mníšek nad Popradom - Nižné Ružbachy - Nová Ľubovňa - Obručné - Orlov | - Plaveč - Plavnica - Pusté Pole - Ruská Voľa nad Popradom - Starina - Stráňany - Sulín - Šambron - Šarišské Jastrabie - Údol - Veľká Lesná - Veľký Lipník - Vislanka - Vyšné Ružbachy |

### Ostali projekti
|  | Zajednički poslužitelj ima još gradiva o temi Okrug Stará Ľubovňa |